# Trenton (Ohio)
Trenton è un comune degli Stati Uniti d'America, situato nello stato dell'Ohio, nella contea di Butler.

## Storia

### Origini del nome
Trenton era in origine chiamata Bloomfield, in onore di Joseph Bloomfield (1753–1823), che fu governatore del New Jersey dal 1801 al 1812, e con questo nome venne registrata nel 1815. Nel 1831 risultò che in Ohio esisteva già un altro ufficio postale chiamato Bloomfield, e così la cittadina fu ribattezzata come la capitale dello stato del New Jersey: Trenton.
Trenton è stata una stazione sulla linea ferroviaria Cincinnati, Hamilton and Dayton Railroad (CH&D).